# Rozvoj venkova
Rozvoj venkova je dobrovolný svazek obcí podle zákona v okresu Kutná Hora, jeho sídlem jsou Potěhy a jeho cílem je celkový rozvoj mikroregionu. Sdružuje celkem 9 obcí a byl založen v roce 1999. Vznikl kvůli vybudování kanalizací v zapojených obcích a společné čističky odpadních vod.

## Obce sdružené v mikroregionu
- Adamov
- Bratčice
- Drobovice
- Horky
- Hostovlice
- Okřesaneč
- Potěhy
- Schořov
- Tupadly